# Trimetilpsoralene
Il trimetilpsoralene, o trioxsalene, è una sostanza organica naturale appartenente alla famiglia delle furanocumarine, prodotta come difesa da alcune piante, principalmente dalla Psoralea corylifolia.